# Ігор (ураган)
Ігор (англ. Igor) — найбільш руйнівний тропічний ураган, що вдарив по канадському острові Ньюфаундленд, і найсильніший ураган сезону атлантичних ураганів 2010 року.
Ігор виник з широкою області низького тиску, який зрушив з островів Кабо-Верде з узбережжя Африки, 6 вересня 2010 року йшла повільно на захід, потім перетворився в тропічною депресію. 8 вересня став тропічним штормом. 12 вересня Ігор досяг 4 категорії по Саффіра-Сімпсона. Ігор розпався біля берегів Гренландії.

## Зона впливу

### Кабо-Верде та Антильські острови
Утворившись біля островів Кабо-Верде, 8 вересня було випущено попередження про тропічний шторм для південних островів. Хоча шторм пройшов відносно близько до регіону, зафіксовано лише мінімальні наслідки. Після того, як шторм відійшов від Кабо-Верде, попередження було знято 9 вересня.
Попри те, що за кілька сотень миль від Антильських островів Ігор створив великі хвилі в середньому у висоту до 4 м. Тривалий період цієї події спричинив незначні прибережні повені. Одна людина потонула поблизу курорту Карамбола Біч.

### Бермудські острови

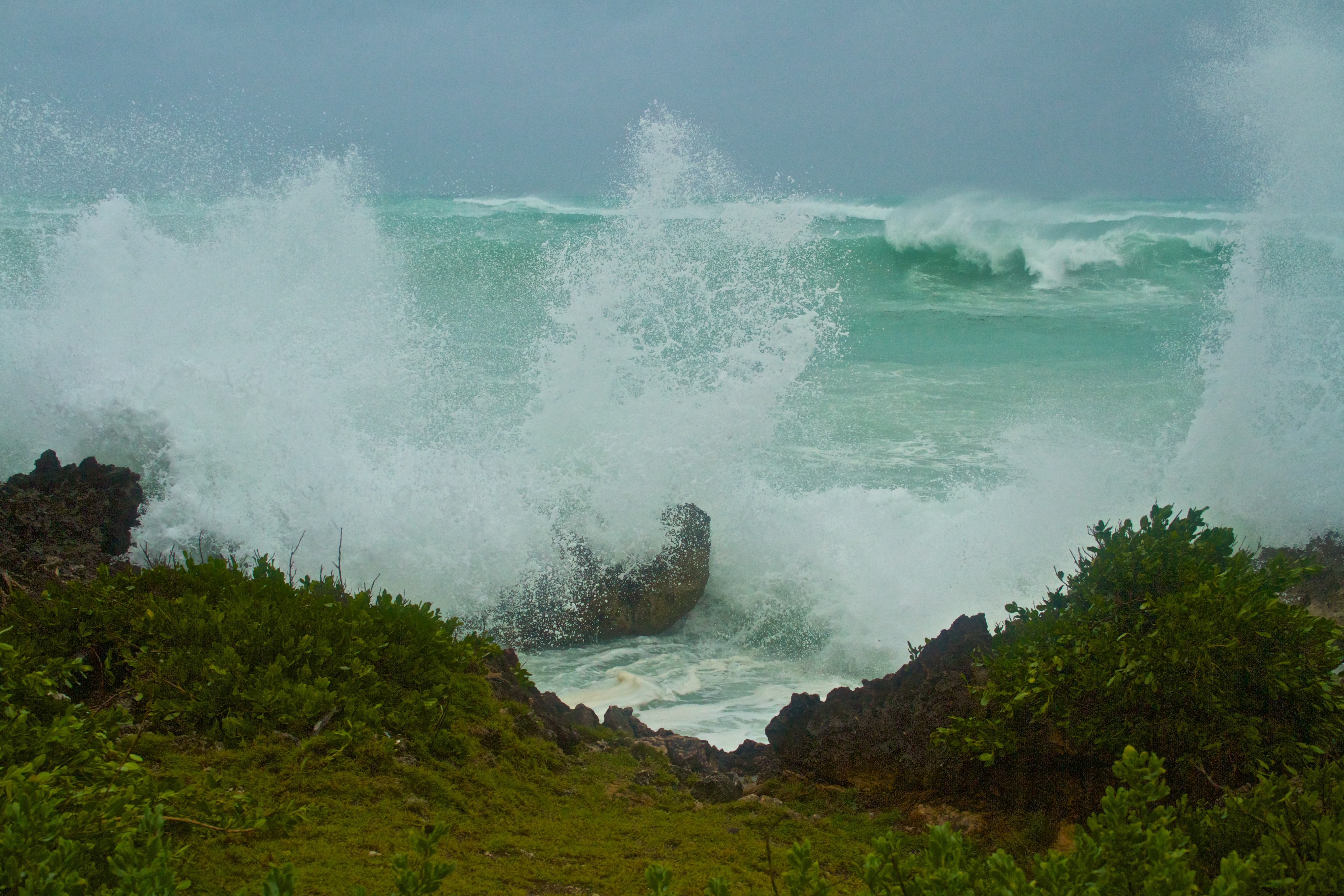
Великі хвилі обрушилися на узбережжя Бермудських островів протягом декількох днів до і після приходу Ігоря, деякі з них досягали 15 футів (4,6 м) заввишки.

Бермудський уряд закрив свої школи та Міжнародний аеропорт Бермудських островів 20 та 21 вересня в очікуванні Ігоря. Було відкрито притулок для мешканців, які почували себе небезпечно у своїх будинках. Мешканці забили фанерою з метою захисту вікон. Туристи на острові, які бажають врятуватися від бурі, виїхали більше ніж за тиждень до приходу Ігоря. Крім того, судно та вертоліт Королівського військово-морського флоту Британії розміщувались на березі, щоб допомогти у відновленні зусиль, коли шторм пройшов. На всьому острові збитки від шторму становлять менше ніж 500 000 доларів.

### Канада

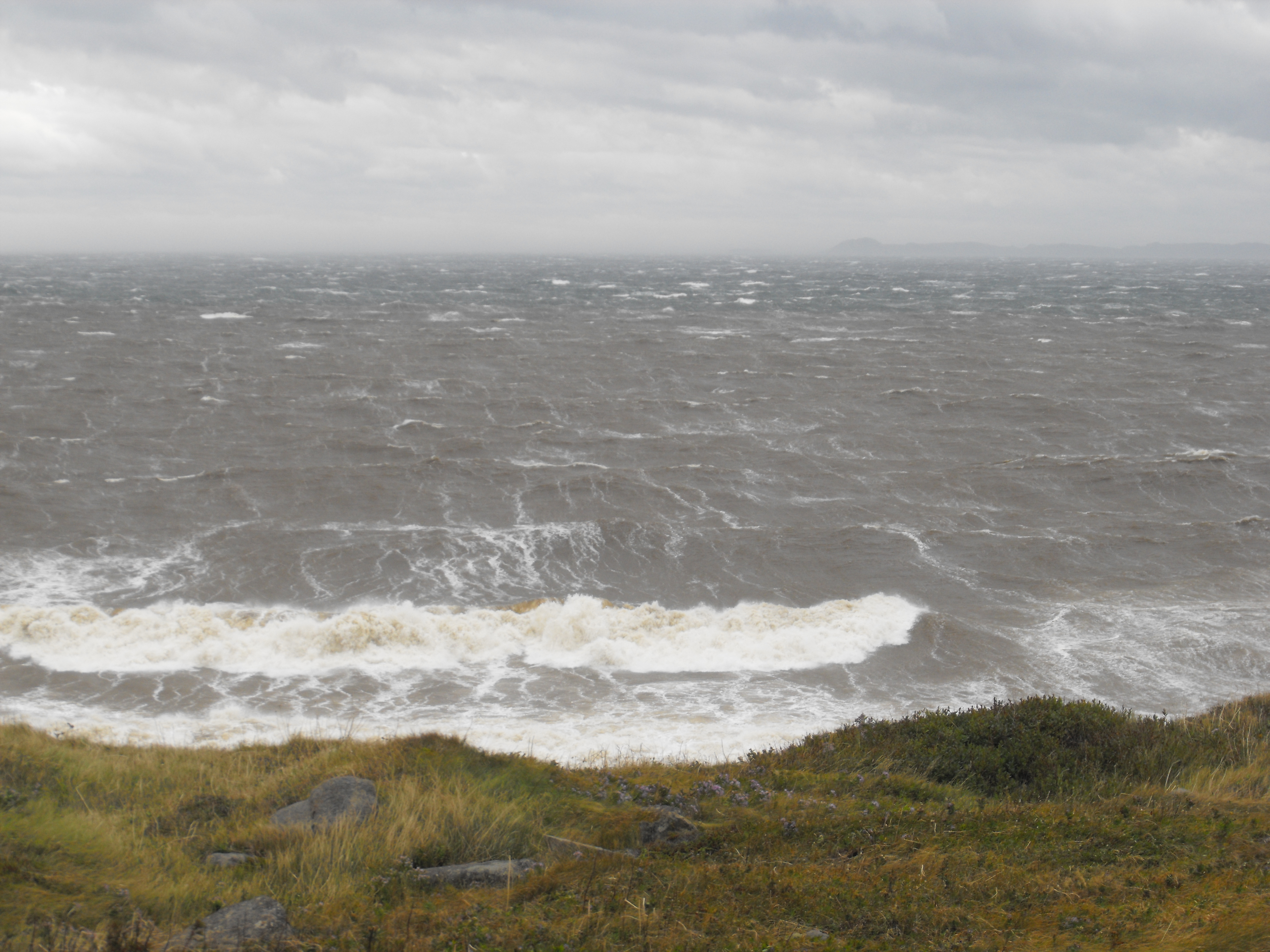
Сильні хвилі на островах Форчун, Ньюфаундленд і Лабрадор від урагану Ігор

Том Хеддерсон, міністр з питань готовності до надзвичайних ситуацій, вважав загалом пошкодження дорожніх доріг "колосальними". Відрізок трансканадійського шосе в 100 футах (Національний парк Тера-Нова) в 100 футів був сильно розмитий, залишивши за собою великий яр і від'єднавши основне населення Ньюфаундленда від решти острова, в той час, як міст на морі на півострові Бурін залишилось 20 000 людей, відрізаних від решти острова. Втрати суспільної інфраструктури оцінювались понад 100 мільйонів доларів, в основному належать до автомобільних доріг. На острові випадковий чоловік загинув, його винесло в море. Окрім пошкоджень від повені, ураганні сили вітру зламали дерева та лінії електропередач на великих територіях та багато будинків були пошкоджені різною мірою. За оцінками, 50 000 будинків залишилися без електрики в регіоні. Уздовж пішохідної стежки Східного узбережжя було повалено 5000 дерев. Загалом збитки від урагану були розміщені на рівні 200 мільйонів доларів, що вважає його найдорожчим циклоном в історії Ньюфаундленда. З погляду його загального впливу Ігор розцінювався як найгірша буря тропічного походження, яка вразила Ньюфаундленд з 1935 року.